# Fritz von Ameln
Fritz von Ameln (* 16. Oktober 1901 in Jüchen; † 6. Juli 1970) war ein deutscher Politiker (CDU).

## Leben
Nach dem Besuch der Volksschule und einer Verwaltungslehre in einer Kommunalverwaltung sowie dem Extern-Abitur studierte Fritz von Ameln Rechts- und Staatswissenschaften sowie Volks- und Betriebswirtschaft. Er wurde zum Dr. jur. an der Universität zu Köln promoviert.
Der Tätigkeit als Industriekaufmann folgte ab 1937 eine selbstständige betriebswirtschaftliche und steuerliche Praxis in Düren. In der Zeit von 1960 bis 1968 war von Ameln Direktor bei Nordwestlotto in Nordrhein-Westfalen.
Vom 13. Juli 1954 bis zum 23. Juli 1966 war von Ameln Mitglied des Landtags des Landes Nordrhein-Westfalen. Er wurde jeweils im Wahlkreis 007 Düren direkt gewählt. 
Dem Kreistag des Kreises Düren gehörte er von 1956 bis 1961 an. Von November 1956 bis April 1960 war er Landrat des Kreises Düren.
Am 16. Februar 1967 wurde ihm das Große Verdienstkreuz verliehen. 
Er war seit 1925 Mitglied der katholischen Studentenverbindung K.D.St.V. Asgard Köln.